# 하나데라 노도카
하나데라 노도카(일본어: 花寺のどか)는 도에이 애니메이션에서 제작한 애니메이션 힐링굿♡프리큐어에 등장하는 인물(주인공)이다. 꽃의 프리큐어 큐어 그레이스(キュアグレース Cure Grace[*])로 변신한다. 파트너는 라비린. 애니메이션 성우는 유우키 아오이이다.

## 프로필
| 하나데라 노도카      | 하나데라 노도카 |
| -------------------- | --------------- |
| 이름                 | 하나데라 노도카 |
| 성별                 | 여자            |
| 생일                 | 3월 9일         |
| 나이                 | 13세            |
| 신분                 | 학생            |
| 포지션               | 주인공, 주연    |
| 변신체               | 큐어 그레이스   |
| 상징색               | 분홍색          |
| 속성                 | 꽃              |
| 등장 프리큐어 시리즈 | 힐링굿♡프리큐어 |

## 상세
스코야카 시(すこやか市)에 요양 차 건강 회복을 위해 이사 온 중학교 2학년 여자아이. 유연하고 차분한 성격의 마이페이스지만, 본성은 꿋꿋하고 밝고 긍정적.
병원에 오랫동안 입원해 있었기 때문에 여러 가지 일을 해 보고 싶은 마음으로 가득하며 호기심도 많다. 하지만 운동은 조금 서툴며 체력도 빈약해서 몇 초만 뛰어도 금세 숨이 차지만, 꾸준히 달리기 연습을 해서 치유와 히나타를 겨우 따라잡을 수준이 되었다.
병약했던 어린시절 다른 사람들이 상냥하게 대해주었기 때문에 누군가의 도움이 되고 싶은 마음이 강하고, 굉장히 상냥한 마음의 소유자. 하지만 화를 낼 때는 단호하게 내는 성격이다. 말버릇은 "후와아~ 살아있다는 기분이야~(ふわあ~生きてるって感じ~)".
프리큐어 중 드물게 병약 속성을 가졌는데 과거에는 호흡기를 달고 입원할 정도였다. 그래서 완치하려고 노력하는 노력파이기도 하다.
헤어스타일은 빨간색 단발머리이며 앞머리의 꽃 모양 헤어핀 말고는 외견 상으로 큰 특징은 없는 수수하고 얌전한 인상이다. 키는 조금 작은 편이다.
어릴 때 자신을 도와주었던 부모님에게 감사한 마음을 갖고 있으며 집안일을 돕기도 한다. 부모님과 의사선생님에게 도움을 받았던 것처럼 자신도 다른 사람에게 도움을 주고 싶어한다.

## 작중 행적

### 스타☆트윙클 프리큐어
49화에서 선행출연. 숲을 돌아다니고 있던 호시나 히카루 앞에 라떼를 안고 서있는 모습으로 첫등장. 이후 재등장하여 노트레이를 정화한다.

### 힐링굿♡프리큐어
1화에서는 스코야카 시에 이사와서 새로운 집과 마을을 무척 마음에 들어하며 마을을 둘러보던 중 지나가는 사람들을 많이 도와주다가 공원이 어디 있는지 안내 받고 그곳에서 시간을 보내다가 메가뵤겐이 날뛰는 것을 본다. 사람들의 피난을 돕다 어떤 강아지를 구하러 간다. 그때 마침 마주친 라떼를 그 강아지로 착각하고 구해주려 한다. 그 때 메가뵤겐을 무찔러야 라떼를 낫게 할 수 있다는 소리를 듣고 쓰러뜨리는 방법을 알려달라고 하고 결국 프리큐어로 선택받아 큐어 그레이스로 변신한다. 자신의 힘에 놀라면서도 라비린의 지시대로 침착하게 싸워서 메가뵤겐을 물리친다.
2화에서는 라떼를 집으로 데려와서 부모님께 집에서 기르겠다고 허락을 받았으며 힐링 애니멀들로부터 설명을 듣게된다. 전학 첫 날이라 학교를 갔을 때 지난번에 만난 적이 있는 치유와 히나타를 만나면서 같은 반 친구가 되었으며 운동부에서 체험을 하였을 때 부실하게 나오면서 이를 본 라비린으로부터 파트너가 될 수 없다는 말을 듣게된다. 이후 메가뵤겐이 나타나자 라비린이 없기 때문에 변신이 불가하자 냐토랑을 통해서 변신하려고 했으나 실패하고 라비린이 자기 앞으로 왔을 때 자신이 병약하여 병원에서 병치레를 했던 기억을 떠올리며 라비린을 설득시키면서 변신에 성공하며 메가뵤겐을 쓰러뜨린다. 힐링 애니멀들과 집으로 돌아가던 중 때마침 치유에 의해 힐링 애니멀들이 말하고 하늘을 날으는 모습이 목격되었다.
3화에서는 자신이 힐링 애니멀들과 다니는 모습을 본 치유가 따지게 되자 이를 부인하며 얼버무린다. 그러다가 학교 앞에서 라떼를 발견하여 데리고 온 치유를 보게되고 그녀의 어머니가 운영하는 온천여관으로 놀러가게 된다. 노천 온천탕에서 라비린과 페기땅이 온천욕을 즐길 때 뵤겐즈의 신도이네가 등장하여 온천물을 오염시키고 라떼가 아파하는 것을 보고 치유가 보는 앞에서 큐어 그레이스로 변신하며 위기에 처한 치유를 구해낸다. 그리고 치유가 페기땅과 접촉하면서 프리큐어로 각성하고 큐어 퐁텐으로 변신하게 되면서 큐어 퐁텐과 함께 메가뵤겐을 쓰러뜨리게 되고 치유를 두번째 프리큐어로 맞이한다.
4화에서는 처음으로 치유가 자신의 집에 놀러오게 되었고 라떼가 아파하는 모습을 보자 치유로부터 히나타 가족이 운영하는 동물병원을 알게되면서 라떼를 데리고 간다. 처음에 라떼를 치료한 수의사를 히나타의 아버지로 오해했지만 사실은 오빠였으며 히나타가 냐토랑을 데리고 온 모습을 보고 치유와 함께 놀라게 된다. 그리고 히나타가 친구들과 함께 쇼핑을 하러 갔을 때 뵤겐즈의 구와이아루가 나타나서 난동을 부리자 그와 동시에 라떼가 아파하는 것을 파악하고 치유와 동시에 변신을 하면서 메가뵤겐과 싸우게 된다. 그러다가 냐토랑과 마음을 같이하며 히나타가 큐어 스파클로 변신하게 되자 셋이서 함께 메가뵤겐을 쓰러뜨리게 되고 히나타를 세번째 프리큐어로 맞이한다.
5화에서는 치유와 히나타가 친해질 수 있도록 도와주며, 엄마에게 수족관 티켓을 받아 수족관에 둘을 초대한다. 히나타가 페기땅을 떨어뜨리고 메가뵤겐까지 나타나자 두 팀으로 나누어 노도카는 메가뵤겐을, 치유와 히나타는 페기땅을 찾자고 한다. 페기땅을 찾자 큐어 스캔으로 거품의 엘리멘트의 위치를 찾아낸 뒤 큐어 퐁텐에게 정화시키라고 한다.
6화에서는 병약하던 자신을 돌봐주느라 잠시 동안 일을 쉬던 어머니가 택배 운송업 일을 다시 할 수 있게 되자 기뻐한다. 라떼가 외로워 결국 자신을 찾아오자 본인도 어머니가 잠시만 없었어도 너무 외로워했기 때문에 라떼의 마음을 잘 이해한다. 메가뵤겐 때문에 라떼가 아프자 뛰느라 고생하면서도 라떼를 먼저 생각한다. 메가뵤겐과 싸우던 중 병균으로 오염된 땅에 발이 붙어서 움직일 수 없게 되지만, 빔을 날려서 그 충격으로 겨우 탈출한다. 큐어 퐁텐이 큐어 스캔으로 엘리멘트를 찾아내자 힐링 플라워로 메가뵤겐을 정화시켜서 열메의 엘리멘트 보틀을 얻는다.
7화에서는 마스코 미치오가 자꾸 자신을 미행하자 왜 그러는 거냐고 물어보고 미치오가 자신이 메가뵤겐을 부르는 존재가 아니냐고 묻자 당황해한다. 그러다 공원에 있던 도중 미치오가 쫓아오자 도망가다 넘어진다. 그러자 미치오가 미안하다고 사과하고 초등학생 때 이슬을 찍었던 게 칭찬을 받아서 특종만을 노려서 옳지 않은 짓도 한다는 미치오에게 특종을 잡을 수 있을 것이라고 응원한다. 라떼가 메가뵤겐 때문에 아파하자 프리큐어로 변신해 힐링 플라워로 메가뵤겐을 정화시킨다.
8화에서는 아침에 운동하러 나와서 치유와 함께 조깅하다 치유가 높이뛰기하는 모습을 본다. 그 때 마스코 미치오가 옆 학교의 육상부 에이스가 치유의 높이뛰기 기록을 넘어섰다며 사진을 보여주자 치유에게 해피리 사진을 보고 있었다고 말하지만 히나타 때문에 들키고 만다. 그 뒤 치유가 계속 높이 뛰지를 못하자 걱정하는데, 치유가 높이뛰기를 하게 된 사연을 듣자 히나타와 함께 치유를 응원하기로 한다. 육상대회 때 메가뵤겐이 나타나자 큐어 스캔으로 얼음의 엘리멘트를 찾아낸 뒤 큐어 퐁텐에게 정화시키라고 한다. 메가뵤겐이 정화된 뒤 치유가 다시 제대로 뛸 수 있게 되자 기뻐한다.
9화에서는 히나타와 치유를 따라 쇼핑몰로 가서 즐거운 시간을 보낸다. 하지만 사람들이 많이 모이자 혼잡과 열기 때문에 몸 상태가 안 좋아지며, 히나타와 치유가 데리고 나가자 오랜만에 즐거웠다며 고맙다고 한다. 메가뵤겐이 나타나자 큐어 스캔으로 보석의 엘리맨트를 찾아낸 뒤 큐어 스파클에게 정화시키라고 한다. 이후 치유, 히나타와 함께 사진을 찍는다.
10화에서는 미술관을 관람하다 메가뵤겐을 만나는데, 다른 장소에도 메가뵤겐이 나타나자 흩어져 미술관에서 메가뵤겐과 싸운다. 평소보다 강해진 메가뵤겐에 고전하자 라비린은 멤버들과 합류해서 하나씩 해치우자고 한다. 하지만 자기가 떠나면 작품이 부서질 것을 염려해 계속 싸운다. 미술품을 보호하며 싸우느라 위기에 몰리지만 멤버들이 합류하자 메가뵤겐을 정화시킨다. 다음 장소로 향하던 도중 자신이 눈 앞의 상황만 신경쓴 탓에 큰 위기를 초래할 수 있었다며 반성한다.
11화에서는 무사히 강물의 메가뵤겐을 정화시키고 꽃밭의 메가뵤겐을 정화시키러 가지만, 메가뵤겐이 무척 커진 것을 보고 깜짝 놀란다. 그래서 열심히 싸우지만, 메가뵤겐이 너무 강해져서 공격을 막다가 변신이 풀려 날아간다. 정신을 차린 뒤 침울해져 있는 동료들에게 힘을 내자고 격려해주고 싸우러 간다. 하지만 힘의 차이로 다시 쓰러지지만, 엘리멘트 씨들이 힘을 보태 주어서 새로운 필살기 힐링 오아시스로 메가뵤겐을 정화시킨다.
12화에서는 새로운 간부가 나타났음에도 별로 겁먹지 않고 치유와 히나타를 격려해준다.
13화에서는 히나타가 자신이 잘 하는 것이 없다면서 프리큐어를 그만두려고 하자, 히나타의 주스는 히나타의 언니의 것과는 다르지만 맛있었다면서 격려하고 포기하지 말자고 하여 히나타가 재기할 수 있게 돕는다.
14화에서는 건강 검진을 받는데 완전히 건강해졌단 진단을 받고 기뻐하지만 왜 건강해졌는지 의아해한다. 그리고 스코야카 페스티벌을 구경하러 가서 여러 가지를 즐기고 스코야카 만쥬 상점을 돕기도 한다. 마을 사람들이 서로 따뜻한 광경을 보고 이런 마을의 분위기 덕분에 건강해졌다고 생각하게 되며, 바테테모다의 메가뵤겐이 나타나자 마을을 지키기 위해 싸운다. 싸움이 끝나고 바람의 엘리멘트 씨에게 고대의 프리큐어의 존재와, 그녀가 스코야카 시에 있었다는 것을 듣고는 그것도 자신이 건강해진데 영향을 주었나 생각한다. 그리고 라비린의 요청으로 목소리 대회에 나가서 "살아있다는 느낌이야!"라고 크게 소리를 질러 우승을 따낸다.
15화에서는 라비린이 허브 가든의 마스코트 라벤다루마를 좋아하는 것을 눈치채고 같이 스탬프를 적립하며 인형을 경품으로 받아준다. 처음으로 친구와 같은 취미에 몰입해서 즐거운 시간을 보내지만, 돌아가는 길에 히나타와 냐토랑과 만나자 라비린이 라벤다루마를 좋아해서 인형을 따냈다고 다 말해버려서 라비린이 화가 나 인형을 던져버리는 사건이 일어난다. 이에 노도카 쪽도 화가 나서 서로 싸움이 일어난다. 그날 밤 처음으로 친구와 싸웠다는 것을 깨닫고 심란해진다. 다음날 메가뵤겐이 나타나자 일단 감정을 접어두고 라비린과 변신하려 하지만 큐어 터치 도중에 스파크가 일어나며 변신에 실패한다. 결국 퐁텐과 스파클에게 맡겨둔 채로 자리를 벗어난다. 그리고 라떼의 중재로 라비린과 사과를 주고받고 화해하고, 다시 변신에 성공해 메가뵤겐을 일격에 날려버리고 다 함께 정화한고 나뭇잎의 엘리멘트 보틀을 얻는다. 그리고 허브 가든에서 인형을 하나 더 받고 라비린과 화해의 시간을 가진다. 그러면서 싸우지 않고 끝낼 방법은 알 수 없지만 화해하는 방법은 알고 있으니 괜찮을거라고 말한다.
16화에서는 영원한 우정이 맺어진다는 전설이 있는 영원의 아름드리나무를 치유와 히나타하고 보러가지만 이미 말라죽어가고 있었다. 그때 키도 테츠야라는 할아버지가 나타나 영원한 우정 따위 없다고 훈계를 하자, 투덜대는 히나타와 달리 테츠야가 슬픈 눈을 하고 있는 것을 눈치채고 사정을 알고 싶어한다. 나무의 엘레멘트 씨에게 테츠야가 과거 친구들과 맹세을 했으나 우정이 깨진 것을 알고는 셋을 다시 합치기 위해 나무 밑에서 친구를 다시 만나는 행사를 기획한다. 그 와중에 치유와 히나타하고 셋이서 영원한 우정의 맹세를 나누기도 한다. 그때 바테테모다가 아름드리나무를 메가뵤겐으로 만들자 물리치지만, 그 여파로 나무가 수명을 다한다. 하지만 화해를 나눈 테츠야가 나무 밑에 새로운 새싹이 난 것을 보여주면서 생명이 이어진다는 것을 확인하고 맹세는 유효하다고 확인한 뒤에 떠난다.
17화에서는 치유의 기분을 복둗아주려고 치유를 바닷가로 데려다준다.
18화에서는 냐토랑이 오리에 씨와 사랑에 빠지자 당황한다.
19화에서는 메가뵤겐에 의해 붙잡혀지고 바테테모다에 의해 라떼가 붙잡혀 위협받을 때 테아틴의 기도에 맞춰서 등장한 큐어 어스와 첫 만남을 가진다.
20화에서는 라떼를 힐링 가든으로 데려가려는 큐어 어스와 힐링 애니멀들 사이에서 중재를 하였다. 어스를 무작정 말리는 힐링 애니멀들에게 어스는 이제 막 태어나서 아무것도 모를 뿐이라고 말해주고, 어스에게 청진기를 주면서 라떼와 대화해달라고 부탁했다.이 덕분에 큐어 어스가 싸움에 참여하고 같이 합류하게 되자, 그녀의 이름을 아스미라고 지어주었다.
21화에서는 노숙을 하려는 아스미를 두고볼 수 없어서 자신의 집으로 데려왔고 처음으로 부모님에게 소개를 하였는데 나이가 20대 여성으로 보이는 아스미를 보고 부모님이 놀라기도 하였지만 라떼의 주인이라고 소개해주면서 부모님의 동의를 받아 아스미와 함께 지내게 되었다. 그러나 갓난아기 근성이 짙은 아스미가 식사를 할 때 젓가락질이 서툴거나 샤워를 하려고 할 때 자신이 물세례를 맞았거나 횡단보도를 무단으로 건널 때 막으려다가 손바닥에 찰과상을 입었는데 이 때 메가뵤겐이 나타났을 때 찰과상의 고통으로 힘을 쓰지 못하다가 자신의 마음을 알게 된 큐어 어스의 도움으로 위기를 넘긴다.
22화에서는 아스미와 만난 이후 처음으로 학교에 갔을 때 아스미 혼자 집 안에 남겨둔 것이 마음에 걸렸는데 마침 라떼와 사이가 서먹해져서 희미해지게 된 모습으로 거리를 다니는 아스미를 발견하게 된다.
23화에서는 아스미가 귀여움에 대해 느끼지 못하자 히나타의 동물병원을 찾아온 강아지인 포칫토와 치유, 히나타와 함께 아스미를 데리고 강아지들이 노니는 공원으로 갔다.
24화에서는 아스미가 호숫가에 관심을 갖는 것을 눈치채고 다 함께 그곳으로 가기로 제안한다. 근처의 숲에서 아기새를 발견하고 구해주려다가 지나가던 수목의 이츠키 사쿠야에게 제지를 받고, 야생동물에게는 사람의 손이 닿아서는 안 된다는 설명을 듣고 자기 실수를 깨달아 사과를 한다.
25화에서는 페기땅이 가출을 하면서 치유가 찾으러 다니는 것을 보고 그녀를 걱정한다.
26화에서는 식물에 관한 관찰일기를 쓸 때 아스미가 다가오면서 식물에 관한 관찰기록을 보여준다. 그리고 아스미가 라비린에게 노도카가 어떻게 라비린과 파트너로서 프리큐어가 되었냐는 것을 묻자 잠시 1화 당시에 처음 변신했던 때를 회상한다. 히나타가 버스 정류장에서 자신을 놀래켰을 때 아스미가 놀라는 것을 느끼지 못하는 것을 보고 일부러 우리 셋이서라고 강조하고 아스미와 거리를 두게 된다. 그리고 아스미가 세 사람이 자신을 버렸던 것으로 오해하여서 희미해지게 되자 아스미를 유도하는데 사실은 그녀를 놀래켜주기 위해 서프라이즈 파티를 준비한 것이었다.
27화에서는 아버지 후배인 카즈가 열기구 대회에 참가하면서 아스미와 함께 구경을 하게 되었다. 그러나 마지막에 숲에서 불길한 기척을 느끼고 보러갔다가 다루이젠을 발견하고 큐어 그레이스로 변신해 막아서다가, 다루이젠에게 강제로 메가파츠를 삽입당한다.
28화에서는 메가파츠의 영향으로 병세가 악화되어 병원에 입원하고 만다. 그런데 라비린의 손을 잡은 순간에 손에서 빛이 나며 괴로워하는데, 힘을 내어 몸 밖으로 메가뵤겐을 쫓아내는 걸 성공한다. 이때 몸에서 빠져나온 메가뵤겐을 쫓아 숲으로 갔다가 노도카의 몸 속에서 나온 메가뵤겐이 테라뵤겐으로 진화하는데 그렇게 탄생한 케다리는 다루이젠과 똑같은 모습을 하고 있었다. 프리큐어들은 케다리를 상대하다가 어스의 엘리멘트 보틀로 속박한 뒤 힐링 오아시스로 정화하고 다루이젠도 함께 정화하려고 하나 다루이젠이 땅을 공격해서 큐어 그레이스를 제외한 전원을 날려버린다. 그리고 다루이젠이 노도카의 숙주였다는 것을 알게 된다. 어린 시절의 노도카에게, 다루이젠이 기생하는 바람에 앓아 눕게 된 것이었다. 그렇게 노도카의 몸에서 성장 중이던 다루이젠은 킹 뵤겐의 부름에 따라 노도카의 몸 밖에서 나갔던 것이었다. 노도카는 충격을 받고 다루이젠은 다음에 만나자고 하고 물러난다. 이후 노도카는 건강해졌다며 부모님을 안심시키지만 다루이젠이 자신의 몸에서 자란 존재라면 자신이 어떻게든 해야겠다고 생각한다.

## 큐어 그레이스
"포개지는 두 송이의 꽃! 큐어 그레이스!"(일본어: 重なる二つの花!キュアグレース!)
등장시 기본/테마 색은 분홍색이며, 이름의 여원은 우아함을 뜻하는 영단어 그레이스(Grace)이다.
특징
웨이브가 없던 단발머리에서 머리카락이 웨이브가 진 마젠타색 반 묶음 포니테일으로 변하고 눈 색도 탁한 빨간색에서 분홍색으로 바뀐다. 머리에 노란색 꽃 머리장식을 하고 있으며 초록색 잎 모양 귀걸이를 하고 있다. 또한 가슴에 빨간색 장미 장식이 달려 있으며 꽃을 형상화시킨 드레스를 입고 있다. 짧은 흰색 장갑과 발목까지 오는 짧은 부츠를 신고 있다.
사용 기술
- 푹신 실드

육구가 그려진 배리어로 적의 공격을 막아내는 프리큐어 공용 기술.
- 빔

힐링 스틱에서 분홍색 빔을 발사한다.
- 큐어 스캔

힐링 스틱으로 적을 스캔하는 기술으로 메가뵤겐 내부의 엘리멘트를 탐지할 수 있다.
- 힐링 플라워

힐링 스틱의 육구를 3번 터치하여 빌동하는 필살기. 엘리멘트 차지로 에너지를 모아 분홍색 광선을 발사하면 광선이 2개의 손 형태로 변해 메가뵤겐 내부의 엘리맨트를 적출한다.

## 기타
- 성우 코멘트에 따르면 아픔을 이해하기 때문에 상냥해질 수 있다고 한다.
- 프리큐어 주인공 캐릭터 중 최초로 병약한 속성을 가졌는데 어릴 때부터 병약하게 자라서 조금만 뛰어도 금방 숨이 차서 지쳐보인다. 그러나 프리큐어로 변신하면 건강을 되찾아 팔팔 뛰는 모습을 보인다.